# Mzilikazi

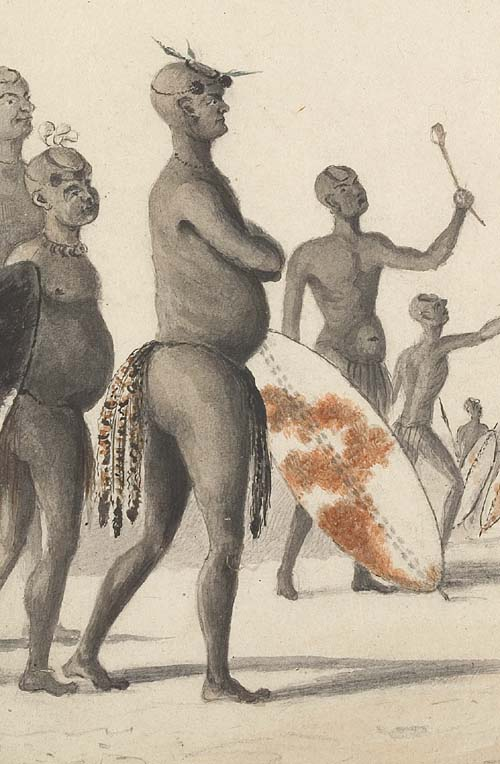
König Mzilikazi, porträtiert von Captain William Cornwallis Harris (um 1836)

Mzilikazi (deutsch etwa: „Die große Straße“) (* um 1790 in Mkuze, Zululand; † 9. September 1868 in Ingama nahe Bulawayo, Matabeleland) war ein König im südlichen Afrika, der das Königreich der Ndebele gründete, das auf dem Gebiet des heutigen Simbabwe lag. Zuvor war er einer der Hauptakteure der Mfecane, einer Zeit der Vertreibungen und Hungersnöte.

## Leben
Mzilikazi war ein Sohn von Matshobana KaMangete (um 1790 – um 1820) und dessen erster Frau Nompethu KaZwide, die eine Tochter des Ndwandwe-Anführers Zwide kaLanga war. Zwide kaLanga hatte Krieg gegen Matshobanas Stamm Khumalo geführt und ihn töten lassen. Mzilikazi wurde zunächst Unterführer unter Zwides Feind, dem Zulu-Oberhaupt Shaka, 1823 kam es aber zum Zerwürfnis mit Shaka und er rebellierte. Ein Grund war der Widerstand gegen das von Shaka eingeführte Zwangszölibat. Da Mzilikazi mit seiner rituellen Hinrichtung rechnen musste, floh er mit seinem Stamm erst nordwärts nach Mosambik, dann 1826 in das Highveld im späteren Transvaal. Auf seinem Zug bedrängte er zahlreiche Ethnien, darunter die Basotho und Barolong, und integrierte viele von ihnen in sein Volk. 1830 schlug er die Truppen des Shaka-Nachfolgers Dingane am Sand River. Er traf auch auf bewaffnete Koranna, Griqua und Buren. Sein Hauptsitz lag nördlich der Magaliesberge nahe dem heutigen Pretoria; eine weitere Festung war Mosega nahe dem heutigen Zeerust. Burenkommandos unter Louis Trichardt und Andries Hendrik Potgieter griffen ihn 1836 und 1837 mit wechselndem Erfolg an, so dass Mzilikazi 1839 von dort nach Westen in das heutige Botswana und dann nach Norden bis ins heutige Sambia zog. Es gelang Mzilikazi aber nicht, den Sambesi dauerhaft zu überschreiten und die ansässigen Kololo, die selbst 1835 vor Shaka geflüchtet waren, zu bezwingen. Mzilikazi zog wieder nach Süden in das heutige Matabeleland, wo er sich 1840 endgültig niederließ. Zuvor hatte dort eine andere Gruppe der Matabele unter seinem Sohn die Shona des ehemaligen Monomotopa-Reiches bezwungen und zu Leibeigenen gemacht.
Im Matabeleland organisierte Mzilikazi seine Stämme in einem System von Regiment-Kraals, ähnlich wie es im Zulureich der Fall war.
Mzilikazi zeigte gegenüber den Weißen eine generell freundliche Haltung. Zu seinen Freunden zählte der schottische Missionar Robert Moffat, der in Kuruman eine Missionsstation betrieb. Er hatte Moffat 1830 kennengelernt und war bis 1859 mehrfach von ihm besucht worden. Mit den Missionaren kamen auch andere Weiße nach Matabeleland. Als diese 1865 dort Gold entdeckten, folgten ihnen zahlreiche weiße Siedler, die Mzilikazi nicht mehr kontrollieren konnte, was offenbar zum Untergang seines Königreiches unter seinem Sohn und Nachfolger Lobengula führte.

## Rezeption
Mzilikazis Zeitgenosse David Livingstone bezeichnete Mzilikazi als zweiteindruckvollsten politischen Führers Afrikas, den er dort getroffen habe.